# Rachispoda caesia
Rachispoda caesia är en tvåvingeart som beskrevs av Wheeler 1995. Rachispoda caesia ingår i släktet Rachispoda och familjen hoppflugor.
Artens utbredningsområde är Venezuela. Inga underarter finns listade i Catalogue of Life.